# Dumoga
Dumoga is een geslacht van spinnen uit de familie hangmatspinnen (Linyphiidae).

## Soorten
De volgende soorten zijn bij het geslacht ingedeeld:
- Dumoga arboricola Millidge & Russell-Smith, 1992
- Dumoga complexipalpis Millidge & Russell-Smith, 1992